# Irene Manton
Irene Manton (Londra, 17 aprile 1904 – Leeds, 13 maggio 1988) è stata una botanica britannica.

## Biografia
Irene Manton era figlia di George Manton, un chirurgo dentale, e di Milana Manton (nata D'Humy), una ricamatrice e designer discendente dell'aristocrazia francese. Il suo nome era originariamente pronunciato e scritto in francese, ma a 18 anni lo cambiò e optò per "Irene". Sua sorella era l'entomologa Sidnie Manton . Ha studiato alla Froebel Demonstration School e alla St. Paul's Girls 'School di Hammersmith.

## Carriera accademica
Nel 1923 la Manton frequentò il Girton College di Cambridge. Trovò Cambridge insoddisfacente, in parte perché l'università nel suo complesso non era ancora accogliente per le donne, e in seguito continuò a studiare con Gustaf Otto Rosenberg a Stoccolma. La Manton ottenne una cattedra presso l'Università di Manchester nel dicembre 1928. Nel giugno del 1930 ricevette il dottorato di ricerca, con la sua tesi di laurea sulle Crocifere . Dovette richiedere un permesso speciale per continuare i suoi studi di dottorato lontano da Cambridge quando ottenne la carica di docente a Manchester.

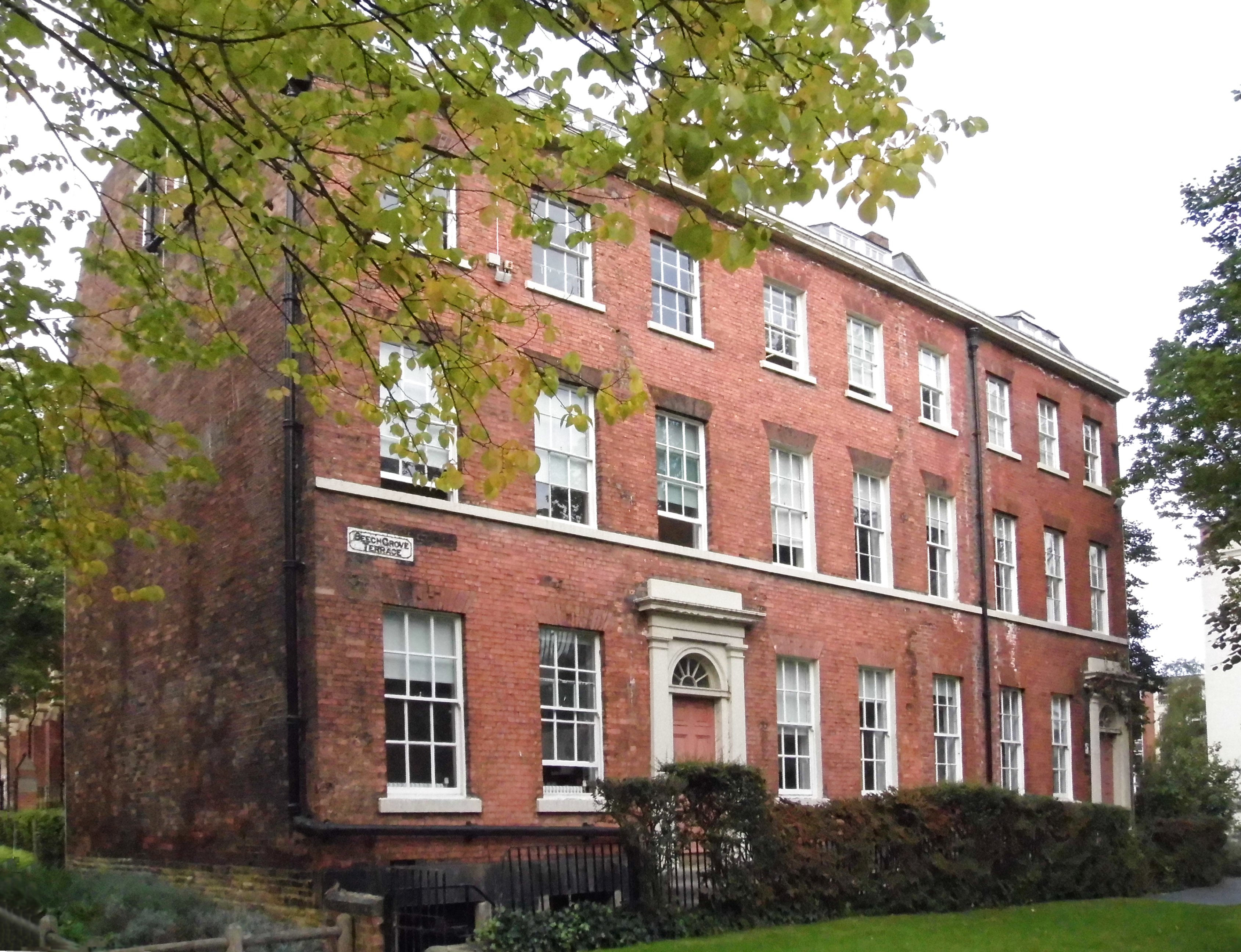
Elevazione a sud di Botany House (13/14/15 Beech Grove Terrace) presso l'Università di Leeds, all'interno della quale la Manton fece molte delle sue scoperte seminali usando il microscopio elettronico. Originariamente tre case di città, la proprietà fu convertita in un unico edificio dopo che l'Università lo acquistò, cambiando anche l'ingresso. I microscopi elettronici della Manton e le apparecchiature associate erano situati nel seminterrato, dove gli effetti delle vibrazioni del traffico erano più bassi. L'edificio è ora patrimonio di II grado per la sua bella facciata georgiana.

Trascorse gran parte della sua carriera accademica all'Università di Leeds, dove fu docente di Botanica dal 1946 al 1969 e successivamente docente emerito e lavorò su felci e alghe. Il lavoro con le felci, che riguardava l'ibridazione, la poliploidia e l'apomissia, è incluso nel suo libro Problemi di citologia ed evoluzione nella pteridofite pubblicato nel 1950. Il suo lavoro sulle alghe è stato notevole per l'uso del microscopio elettronico con il suo lavoro citologico noto in tutto il mondo per la struttura di ciglia e flagelli che ha rivelato. È stata autrice o coautrice di oltre 140 pubblicazioni scientifiche.
Irene Manton ha lasciato in eredità la sua collezione di arte moderna e orientale all'Università di Leeds. Molte di queste foto sono state appese alle pareti della Botany House dell'Università di Leeds durante la sua carriera lì.

## Onorificenze
Nel 1969 la Manton condivise la medaglia Linneana con Ethelwynn Trewavas.
Fu la prima presidente donna della Linnean Society di Londra, eletta nel 1973 e in carica fino al 1976.
Fu eletta membro della Royal Society nel marzo del 1961 per il suo lavoro sulla struttura ultramicroscopica delle piante e sulla loro evoluzione.
Nel 1969 è stata eletta membro onorario straniero dell'American Academy of Arts and Sciences.
Nel 1972 la Manton ha ricevuto la medaglia Schleiden dall'Accademia delle Scienze Leopoldina.

## Eredità

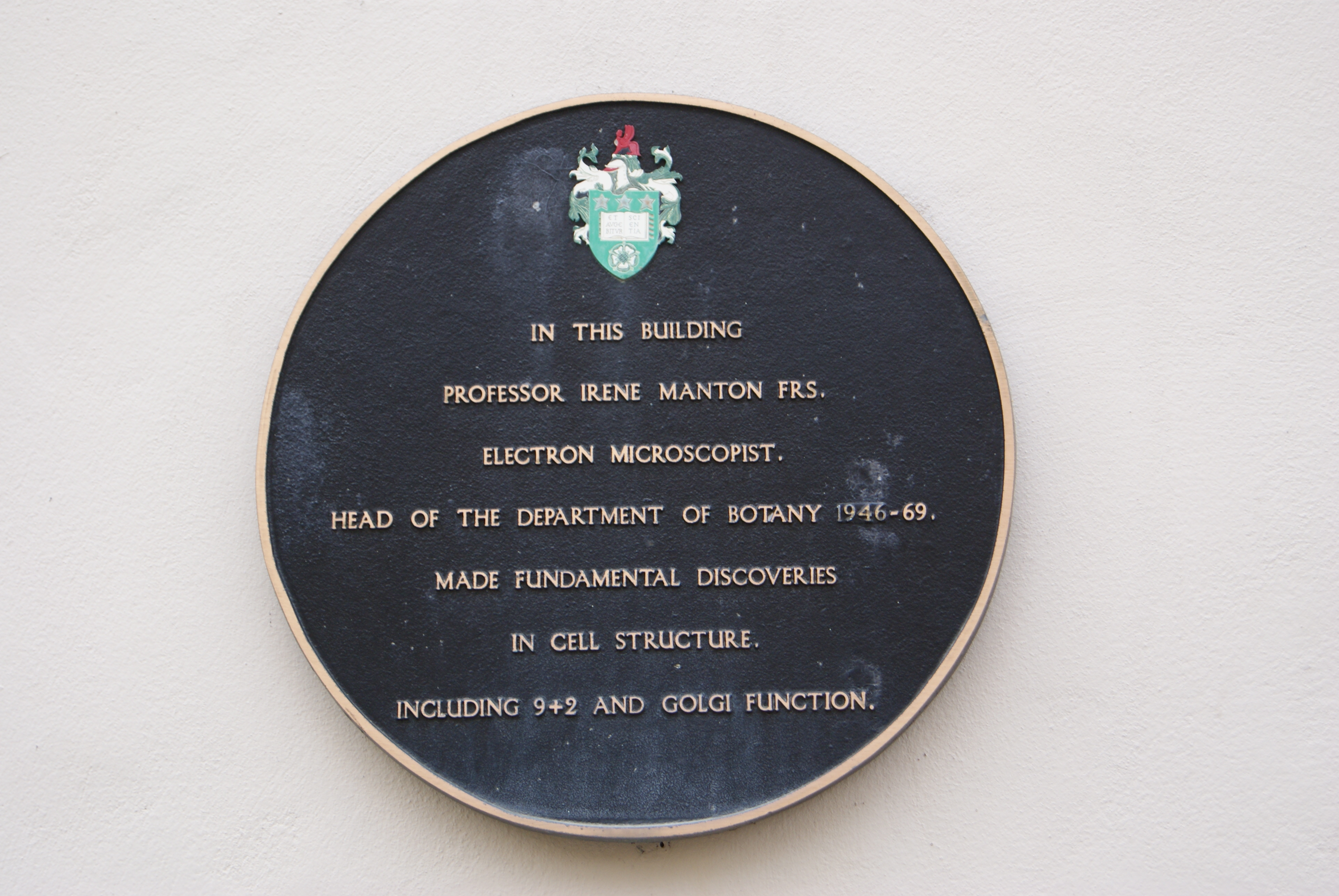
Una targa presso l'Università di Leeds che commemora le scoperte fatte da Manton presso l'ateneo.

Nel 1990 la Linnean Society ha istituito il premio Irene Manton per la migliore tesi di laurea in botanica durante un anno accademico.
Nel 1998, in occasione del decimo anniversario della sua morte, la facoltà di Scienze Biologiche presso l'Università di Leeds è stata nominata Irene Manton Building in suo onore.
La British Phycological Society assegna ogni anno il premio Irène Manton per la migliore presentazione di studenti post laurea durante la sua riunione scientifica annuale.

## Selezione di pubblicazioni
- Manton, I., Sutherland, J., Leadbeater, BSC. "Ulteriori osservazioni sulla struttura fine dei flagellati marinati dal collare (Choanoflagellata) del Canada artico e della Groenlandia occidentale - specie di Parviorbicula e Pleurasiga." Canadian J Botanany - Revue Canadienne de Botanique, Vol 54 (1976) pp 1932–1955
- Parke, M., Green JG., Manton I. "Osservazioni sulla struttura fine degli zoidi del genere Phaeocystis [Haptophyceae]." Journal of Marine Biological Association (UK), Vol 51 (1971) pp 927-
- Manton, I., Kowallik, K., Stosch, HAV. "Osservazioni sulla struttura fine e sullo sviluppo del fuso a mitosi e meiosi in una diatomea marina centrica (Lithodesmium undulatum) 4. Seconda divisione e conclusione meiotica ". J Cell Science, Vol 7 (1970) pp 407 -
- Manton, I., Leedale, GF. "Osservazioni sulla microanatomia di Coccolithus pelagicus e Cricosphaera carterae con particolare riferimento all'origine e alla natura dei coccoliti e delle squame." Journal of Marine Biological Association (UK), Vol 49 (1969) pp 1 -
- Provasol, L., Yamasu, T., MantonI. "Esperimenti sulla risintesi della simbiosi nella Convoluta roscoffensis con diverse culture flagellate". Marine Biol Asscn (UK), Vol 48 (1968) pp 465 -
- Manton, I. "Osservazioni sulla struttura fine di 2 specie di Platymonas con particolare riferimento alle squame flagellari e al modo di origine della teca." Journal of Marine Biological Association (UK), Vol 45 (1965) pp 743 -
- Manton, I. "Osservazioni sulla struttura fine dello zoospore e dei giovani germogli dello Stigeoclonium." J. Exp. Botanica, Vol 15 (1964) pp 399 -
- Manton, I., Parke, M. "Ulteriori osservazioni su piccoli flagellati verdi con particolare riferimento ai possibili parenti della Chromulina pusilla Butcher." Journal of Marine Biological Association (UK), Vol 39 (1960) pp 275 -
- Parke, M., Manton, I., Clarke, B., "Studi sui flagelli marini 2. 3 nuove specie di Chrysochromulina." Journal of Marine Biological Association (UK), Vol 34 (1955) pp 579 -
- Manton, I., Clarke, B. "Uno studio al microscopio elettronico dello spermatozoide dello sfagno". J Exp. Botanica, Vol 3 (1952) pp 265- DOI: 10.1093 / jxb / 3.3.265
- Manton, I., Clarke, B., Greenwood AD. "Osservazioni al microscopio elettronico su una specie di Saprolegnia." J. Exp. Botanica, Vol 2 (1951) pp 321 -
- Manton, I. "La struttura a spirale dei cromosomi". Biol recensioni Cambridge Philosophical Society, Vol 25 (1950) pp 486–508. DOI: 10.1111 / j.1469-185X.1950.tb00770.x
- Manton, I. "Nuove prove sulla divisione della telofase in Todea barbara." American J. Botany, Vol 32 (1945) pp 342–348 DOI: 10.2307 / 2437168
- Manton, I, "Introduzione alla citologia generale delle Crocifere". Annals of Botanany, Vol 46 (1932), pagg. 509–556